# تکه‌برداری از سنگ
در باستان‌شناسی، به‌ویژه در مطالعهٔ دوران عصر سنگ، تکه‌برداری از سنگ (انگلیسی: Lithic reduction) فرایندی است که طی آن سنگ یا صخره را از حالت طبیعی خود به ابزار یا سلاح تبدیل می‌کنند، به‌گونه‌ای که با جدا کردن بخش‌هایی از آن، شکل دلخواه ایجاد می‌شود. این فرایند به‌شدت مورد مطالعه قرار گرفته و بسیاری از صنایع باستانی تقریباً فقط بر پایهٔ تحلیل ابزارهای سنگی و بررسی دقیق سبک ساخت و «زنجیرهٔ عملیاتی» فنون کاهش، شناسایی می‌شوند.
نقطهٔ آغاز این فرایند معمولاً انتخاب تکه‌ای سنگِ ابزارساز است که در اثر فرایندهای زمین‌شناسی طبیعی جدا شده و اندازه و شکل مناسبی دارد. در برخی موارد، سنگ‌های جامد یا قطعات بزرگ‌تر از صخره‌ها از معدن استخراج و به بخش‌های کوچکتر قابل‌کاربرد شکسته می‌شوند. گاهی نیز تکه‌سنگی که پیش‌تر در جریان ساخت ابزاری دیگر از بدنهٔ سنگ جدا شده (یعنی «پَرَک» یا debitage)، به‌عنوان مادهٔ اولیه به‌کار می‌رود. قطعهٔ انتخاب‌شده را هستهٔ سنگی یا «قطعهٔ هدف» می‌نامند.
در این میان، یک تمایز اساسی وجود دارد: ابزارهای سنگی یا از راه سنگ‌کنی ساخته می‌شوند که موضوع اصلی اینجا است، یا از راه سایش و سنگ‌سابی که روش متفاوتی دارد.
در کاهش سنگی به‌روش تراش، ابزارهایی مانند چکش سنگی (برای ضربات سخت)، یا ابزارهای نرم‌تر مانند چکش چوبی، استخوانی یا شاخ‌دار، و نیز ضربه‌زن‌هایی از جنس چوب یا شاخ، برای جدا کردن پَرَک‌ها از هسته استفاده می‌شوند. با جدا شدن پَرَک‌ها به‌صورت پی‌درپی، حجم اولیهٔ سنگ کاهش می‌یابد، و همین موضوع دلیل نام‌گذاری این فرایند است.
کاهش سنگی ممکن است برای به‌دست‌آوردن پَرَک‌های تیز صورت گیرد که از آن‌ها ابزارهای گوناگون ساخته می‌شود، یا برای شکل‌دادن خامِ اولیه که بعداً در قالبِ سرِ پرتابه (مانند نیزه)، چاقو یا ابزارهای دیگر کامل‌تر شود. پَرَک‌هایی که اندازه‌ای منظم دارند و طول آن‌ها دست‌کم دو برابر پهنای‌شان است، «تیغه» نامیده می‌شوند.
ابزارهای سنگی که از این طریق ساخته می‌شوند، ممکن است:
- دوپَره‌ای (bifacial) باشند (یعنی از هر دو طرف تراش خورده‌اند)، یا
- تک‌پَره‌ای (unifacial) (یعنی فقط از یک طرف تراش خورده‌اند).